# Ilaria Capua
Ilaria Capua, née à Rome le 21 avril 1966, est une scientifique et personnalité politique italienne 
directrice d’établissement sanitaire et députée du parti politique Scelta Civica entre 2013 et 2016.
En 2006 elle rend publique la séquence génétique du virus de la grippe. Cette décision marque le début du développement de ce qu’on appelle la science ouverte. À partir de ce moment, elle s’engage dans une campagne internationale en faveur du libre accès aux données sur les séquences génétiques des virus de la grippe.

## Biographie
Née à Rome en 1966, Ilaria Capua a obtenu son diplôme en médecine vétérinaire « cum laude »  à l’Université de Pérouse en 1989. En 1991 elle se spécialise à l’université de Pise en hygiène et santé animale. Ensuite elle obtient un doctorat de recherche à l’université de Padoue.

### Activité scientifique
Ilaria Capua  a rapidement entamé une carrière dans plusieurs instituts de zooprophylaxie expérimentale.
En 2000, elle a développé la stratégie DIVA (Différenciation des animaux vaccinés et infectés), première stratégie de vaccination contre la grippe aviaire avec un test qui révèle si les anticorps présents chez un patient ont été causés par le vaccin ou par une infection. DIVA est maintenant parmi les stratégies recommandées par les organisations internationales telles que la FAO et l'Union européenne pour lutter contre la grippe aviaire à l'échelle mondiale,.
.
En 2006, elle a défié le système et déposé la séquence génétique de la première souche africaine de grippe H5N1, non dans une base de données à accès limité, mais dans GenBank. Sa décision a ouvert un débat international sur la transparence des données qui a changé les mécanismes internationaux qui géraient les plans pré-pandémiques. Son initiative a été annoncée par la presse internationale, y compris le Wall Street Journal, le New York Times et le Washington Post ainsi que la presse scientifique.
Sa propension à contester les méthodes établies s’est également révélée lorsqu’elle a présenté des données scientifiques soutenant qu’une prochaine pandémie de grippe humaine pourrait être causée par un virus animal du sous-type H1 et pas par un H5. Le travail a été publié dans PLoS Pathogens en 2009.
Au fil des ans, elle a lutté afin de faire tomber les barrières entre la médecine humaine et vétérinaire dans le cadre d’une vision globale montrant qu’il ne peut  pas y avoir une santé humaine distincte de la santé des animaux et de l'environnement et qu’il est donc nécessaire d’encourager l’initiative « One Health ».
Elle a publié plus de deux cents articles dans des revues internationales, deux manuels sur la grippe aviaire et la maladie de Newcastle et a contribué à des ouvrages scientifiques.
Depuis juin 2016, il dirige un centre de recherche à l'Institut des sciences alimentaires et agricoles de l'Université de Floride.

### Activité politique
En 2013 elle a été désignée comme leader du parti Scelta Civica aux élections du 24 et 25 février, et a été élue députée pour la législature XVII.
Du 7 mai 2013 au 20 juillet 2015 elle a été vice-présidente de la Commission des affaires sociales de la Chambre.

## Affaires et controverses
En avril 2014, à la suite d'un article que la revue L'Espresso du 4 avril 2014 publie, elle est l’objet d’une enquête pour association de malfaiteurs visant à la corruption, l'abus de pouvoir et le trafic illicite de virus. L'enquête impliquait environ 38 personnes, dont le Directeur général de l'Institut Zooprofilattico[pas clair], Igino Andrighetto, le directeur de sanitaire Stefano Marangon, des hauts fonctionnaires du ministère de la Santé, y compris Romano Marabelli, Gaetana Ferri et Ugo Santucci, ainsi que le mari de Ilaria Capua.
La revue L'Espresso parle d’un présumé transfert illégal de souches virales à des sociétés pharmaceutiques pour la production de vaccins vétérinaires et l'exploitation illicite des droits de brevet DIVA avec la mise en place d'un cartel des industries pharmaceutiques vétérinaires pour les foyers H7 chez les volailles dans les années 1999-2006[réf. nécessaire].
Toutes ces accusations ont été contestées par l’intéressée, dans une lettre datée du 6 avril 2014 et publiée dans le Corriere del Veneto.
En juillet 2016 elle est blanchie de tous les chefs d’accusations par absence de preuves.

## Publications (liste non exhaustive)
- (en) Avec Franco Mutinelli, A colour atlas and text on Avian Influenza, Casalecchio di Reno, Papi, 2001  (ISBN 88-88369-00-7)
- (it) Idee per diventare veterinario. Dallo studio delle malattie degli animali alla prevenzione dell'influenza aviaria, Bologne, Zanichelli, 2007  (ISBN 978-88-08-26628-6).
- (en) Avec Dennis Alexander, Avian influenza and Newcastle disease. A field and laboratory manual, Milan, Springer, 2009  (ISBN 978-88-470-0825-0).
- (it) I virus non aspettano. Avventure, disavventure e riflessioni di una ricercatrice globetrotter, Venise, Marsilio, 2012  (ISBN 978-88-317-1295-8).
- (it) Abbecedario di Montecitorio, Padoue, In Edibus, 2016, 117 pages.  (ISBN 978-88-97221-47-0).
- (it) Avec Daniele Mont D'Arpizio,  Io, trafficante di virus. Una storia di scienza e di amara giustizia, Rizzoli, 2017, 235 pages  (ISBN 978-88-17-14964-8).
- (it)Salute circolare. Una rivoluzione necessaria, 1e ed., Milan, Egea, 2019, 118 pages  (ISBN 978-88-238-3738-6).
- (it) Salute circolare. Una rivoluzione necessaria, 2e ed., Milan, Egea, 2020, 122pages  (ISBN 978-88-238-3796-6).
- (it) Il Dopo. Il virus che ci ha costretto a cambiare mappa mentale, Mondadori, 2020, 135 pages  (ISBN 978-88-04-73131-3).
- (it) Ti conosco mascherina, Milan, La Coccinella Editrice, 2020  (ISBN 978-88-550-6195-7).
- (it) Il viaggio segreto dei virus, De Agostini Editore, 2021  (ISBN 978-88-511-8598-5).
- (it) La meraviglia e la trasformazione verso una salute circolare, Mondadori, 2021  (ISBN 978-8804746065).

## Distinctions
- Grand officier Ordre du Mérite du travail de la République italienne (9 novembre 2012) [13].
- Doctorat à la recherche « honoris causa » en médecine vétérinaire. (2019) Palazzo dei Priori, Pérouse[14].